# Кудринці (Хмельницький район)
Ку́дринці — село в Україні, у Розсошанській сільській громаді Хмельницького району Хмельницької області. Населення становить 280 осіб. Орган місцевого самоврядування — Розсошанська сільська рада.

## Географія
На захід від села має свій витік річка Кудрянка, права притока Південного Бугу.

## Історія
Назва села Кудринці походить від назви річки Кудрянка (інша назва — Золотуха), по берегах якої розселились перші жителі з часів Хмельниччини.
Поселення було невелике (дванадцять хат), які розташовувалися трикутником, на західній стороні якого було споруджено греблю та запруджено ставок. На греблі побудували водяний млин, поруч з ним, з часом, на болоті побудували кузню і хату, у якій жили ковалі. Поселенці мали зв'язки з Пилявою.
Населення складалося з нащадків козаків, пізніше з кріпаків і наймитів поміщика Адамовича, який був далеким родичем поміщиків Скібінецьких. Селяни працювали на панщині 4—5 днів, платили подушне, здавали оброк.
У 1897 році в селі було відкрито хатину грамоти, у 1907 р. — парафіяльну 3-х класну школу.

### XX століття
Після того, як у Петрограді було скинуто Тимчасовий уряд, життя в селі почало змінюватися. Було створено комітет незалежних селян. Почав діяти сільський виконавчий комітет.
27 липня 1919 року Кудринці після бою з російськими окупаційними військами здобув Кінний полк Чорних Запорожців Армії УНР. Було захоплено чотири важкі скоростріли, багато набоїв і табір з награбованим майном.
У 1921 році було відкрито трудову школу, у якій навчалося 54 учні. Працювало два вчителі — Онуфрій Навроцький та Юхим Дудар.
У 1929 році під час примусової колективізації в селі створено товариство спільного обробітку землі. До нього увійшли 22 сім'ї. Землю обробляли вручну та кіньми. У цьому ж році селяни вирішили об'єднатися в артіль. В Кудринцях було створено колгосп «Червоне козацтво». Несподівано над селом нависла чорна хмара голоду. Голод спонукав кого до жебрацтва, кого до крадіжок.
У 1932—1933 році село постраждало від Голодомору.
Як тільки розтанув сніг, люди кинулися на поля, де минулого року росла картопля, вигрібали мерзлі і напівзогнилі бульби та були раді цьому, їли лободу. Голод став нестерпним, люди почали пухнути й помирати. У більшості помирали чоловіки і діти.
Після голоду 1932—1933 років села почали ставати на ноги. У передвоєнні роки в колгоспі значно зросла врожайність більшості сільськогосподарських культур, добре розвивалося тваринництво.
На початку 1940 років у селі Кудринці було відкрито семирічну школу. Працював клуб, де проводила своє дозвілля молодь села.

### Село у часи Другої світової війни
Села Кудринці нацисти окупували 8 серпня 1941 року.
49 мешканців села були призвані до лав Червоної Армії. Одні вели боротьбу на фронтах Німецько-радянської війни, інші в тилу ворога. Під час окупації в селі було спалено 28 хат і допоміжних будівель, село було пограбоване.
Сотні односельців, молодих хлопців і дівчат, були примусово вивезені до Німеччини. Багато з них не повернулися з неволі, а ті, що повертались, були хворі. Захищаючи рідну землю, у село не повернулось 80 земляків.
Весною 13 березня 1944 року село було звільнене. При визволенні загинуло 12 червоноармійців, вони були поховані на полях, а пізніше перезахоронені у братську могилу села Немиченці Хмельницького району.

### 1950—1980-ті роки
Після звільнення села Червоною Армією люди робили все, щоб прискорити перемогу. Так, було проведено збір коштів на літаки і танки. 147 учасників німецько-радянської війни, жителі сіл Кудринці і Рижулинці, були нагороджені за бойові подвиги.
Відбудова села проходила досить повільно. Голод 1947 року не був дуже відчутний для жителів сіл. Після укрупнення колгоспів жителі сіл Кудринці та Рижулинці стали членами єдиного колгоспу імені Малинкова.
У 1950 році село набуває широкого розквіту. На місці старих, відбудованих у післявоєнний час закладів охорони здоров'я, освіти і культури будуються нові. В селах заговорило радіо. В Кудринцях відкрито семирічну школу у 1952 році, посаджено колгоспний сад.
1955 році відбулося об'єднання Кудринецької і Рижулинецької сільських рад.
У 1959 році в селі побудували новий клуб на 350 місць. В цьому ж будинку була виділена кімната для бібліотеки, завідувачкою бібліотеки стала працювати Собко Марія. У 1961 році село електрифікували.
У 1962 році побудували новий фельдшерсько-акушерський пункт.
У 1966 році почали будувати нову восьмирічну школу, яку відкрили у 1967 році. Директором школи працювала Найдіс Надія Львівна, піонервожатою — Римар Марія Михайлівна, вчителі: Глуха Ганна Олексіївна, Шевчук Михайло Павлович, Налепа Людмила Іллівна, Гринюк Віра Григорівна, Везденецька Ніна Олександрівна.
У травні 1976 року в зв'язку з тим, що проводилося укрупнення сільських рад, відповідно до рішення Хмельницького облвиконкому від 12 січня 1976 року ліквідовано Рижулинецьку сільську Раду депутатів трудящих, села Рижулинці та Кудринці увійшли до складу Малиницької сільської ради Хмельницького району Хмельницької області.
У 1960—1980 роках значного піднесення набуває сільське господарство. Високих темпів набуває будівництво на селі. Будується багато сільськогосподарських приміщень, серед яких п'ять приміщень для великої рогатої худоби, конюшня, свиноферма, кормоцех, зерновий тік, тракторний парк, вагова, у колгоспі була одна з найкращих в області конеферма. Побудовано приміщення під магазин споживчої кооперації, дитячий садочок «Колосок».
У 1960—1980 роках в селі будується багато нових будинків, шосейну дорогу до села було прокладено у 1967 році, у 1982 році дорогу реконструйовано в асфальтну. У 1994 році село газифіковано.

### Роки незалежності
У роки незалежності розвиток села заморожено. У 1997 році пройшло розпаювання земель. Пай дали тим жителям села, які працювали біля землі. Велике господарство, яке на той час об'єднувало сім сіл, розпалося. У 1998 році кооператив «Урожай» було реорганізовано у СТОВ «Лан». За цей час було надано допомогу у ремонті школи, а клуб, який давно потребує ремонту, до цього часу не відремонтований.
У сільськогосподарському підприємстві немає обігових коштів, серед населення — безробіття. Почали шукати шляхи виходу. У 2000 році господарство приєдналося до Хмельницького цукрового заводу. У 2005 році — приєднання пайовиків до крупзаводу. У березні 2006 року пайовики СТОВ «Лан» віддають свої паї підприємству «Хорост-Поділля».
В околицях сіл багато запасів глини, торфу, піску, які можна використовувати у будівництв. Всі ці корисні копалини використовують переважно для місцевого будівництва.
Серед культових споруд вагоме місце в життя переважно жителів Рижулинців займає церква, яка була реконструйована з дитячого садка у 1993 році. Переважна більшість жителів Кудринців сповідують римо-католицьку віру.
Зараз у селі продовжує працювати загальноосвітня школа, учнів у ній небагато, всього 25 хлопчиків і дівчаток. У школі працює 7 вчителів, з них всі з вищою освітою. Директором школи з 1988 року працює Гула Тетяна Петрівна. Школа малокомплектна, проте рівень народжуваності зростаючий. В садочку знаходиться 20 вихованців, серед яких через рік 10 діток підуть до першого класу.
Не лишились осторонь жителі села і подій, які спіткали Україну в 2014 році. Добровольцями військових формувань для участі в Антитерористичній операції стали: Петрасюк Андрій Ігорович, Бас Юрій Вікторович, Жуковський Василь Миколайович. Жителі села постійно беруть участь у зборі гуманітарної допомоги українським військовим.

## Населення

### Мова
Розподіл населення за рідною мовою за даними перепису 2001 року:
| Мова       | Відсоток |
| ---------- | -------- |
| українська | 96,43%   |
| російська  | 3,21%    |

## Галерея

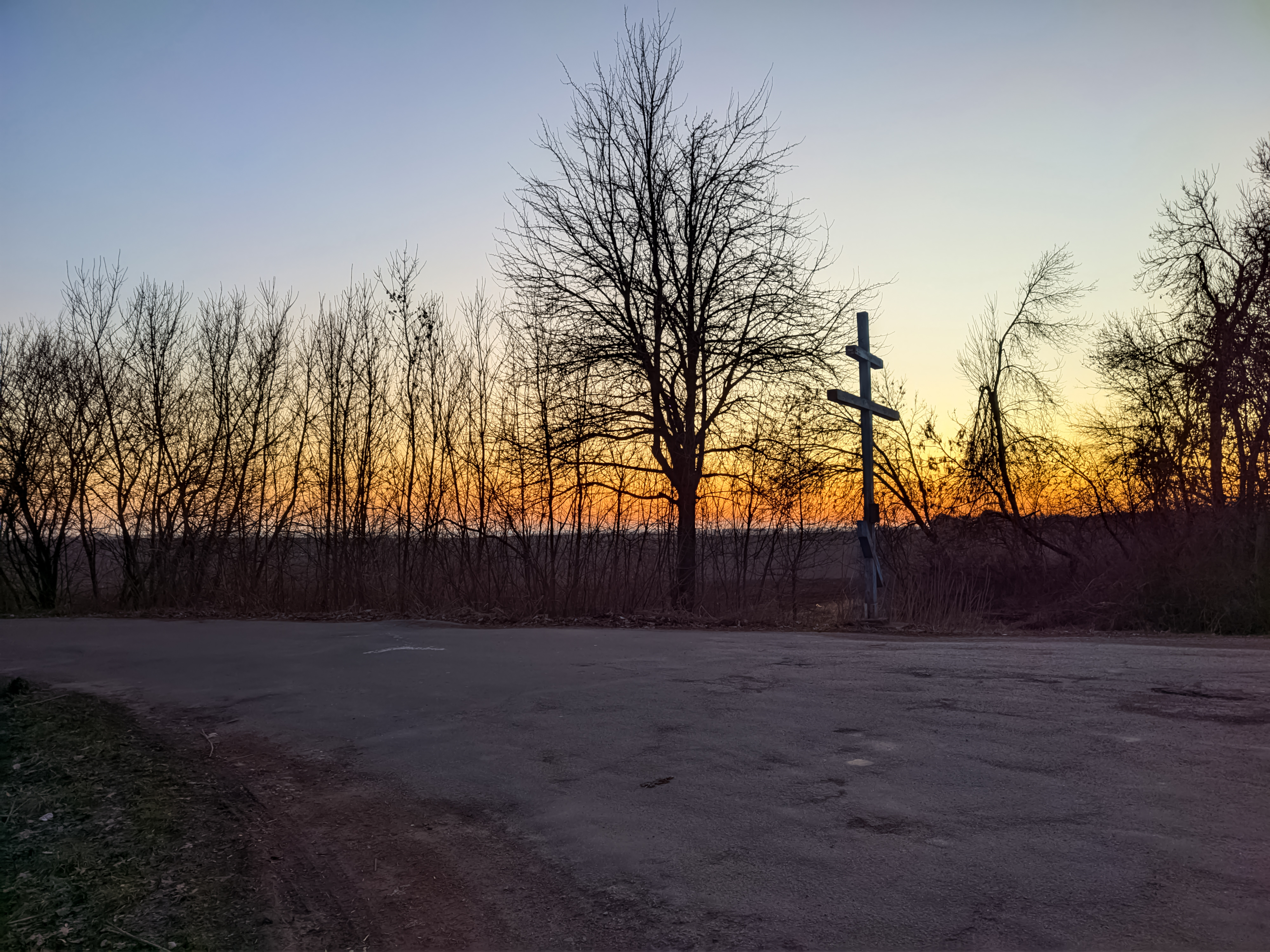
Дорога на село
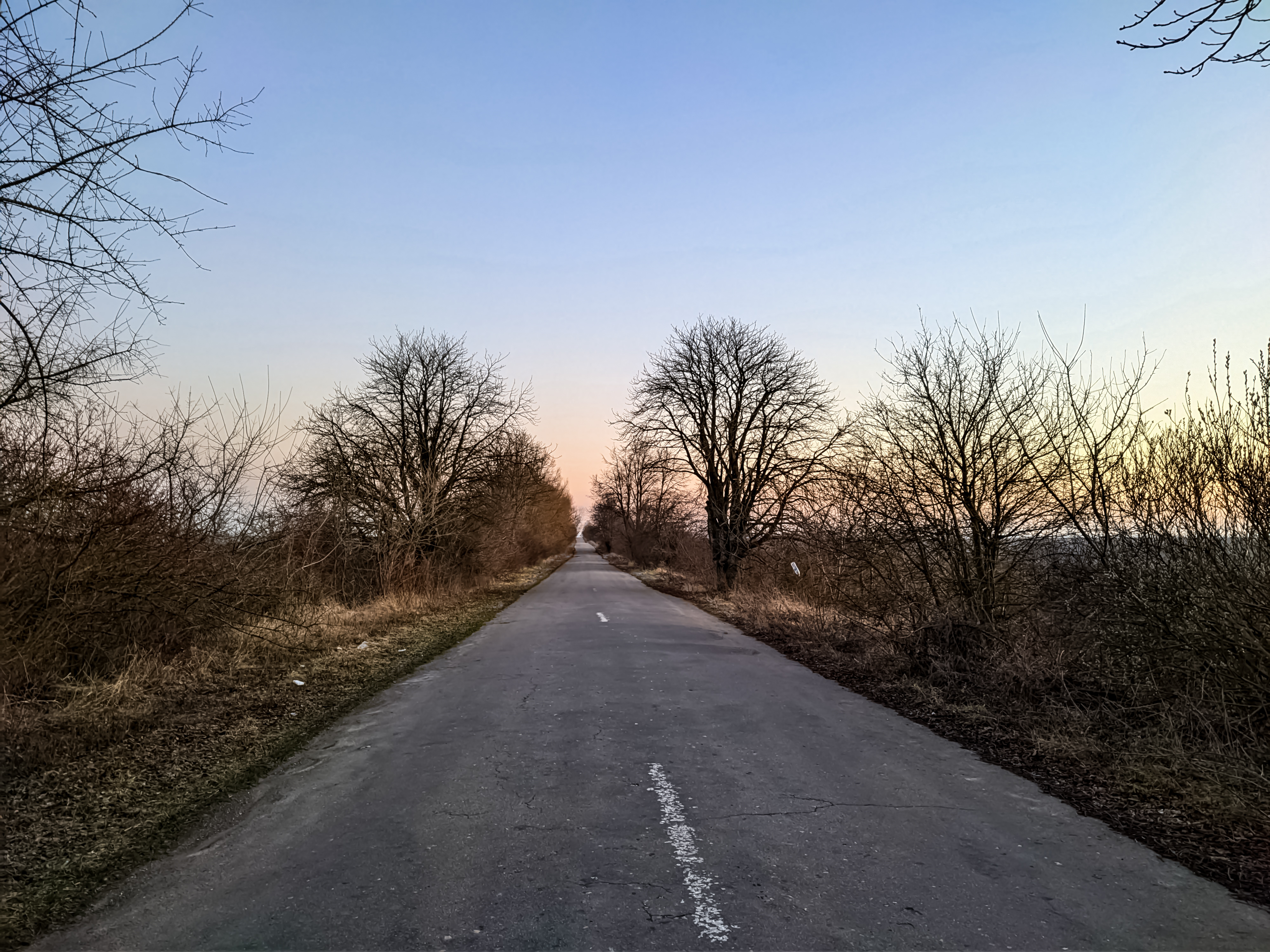
Дорога на село
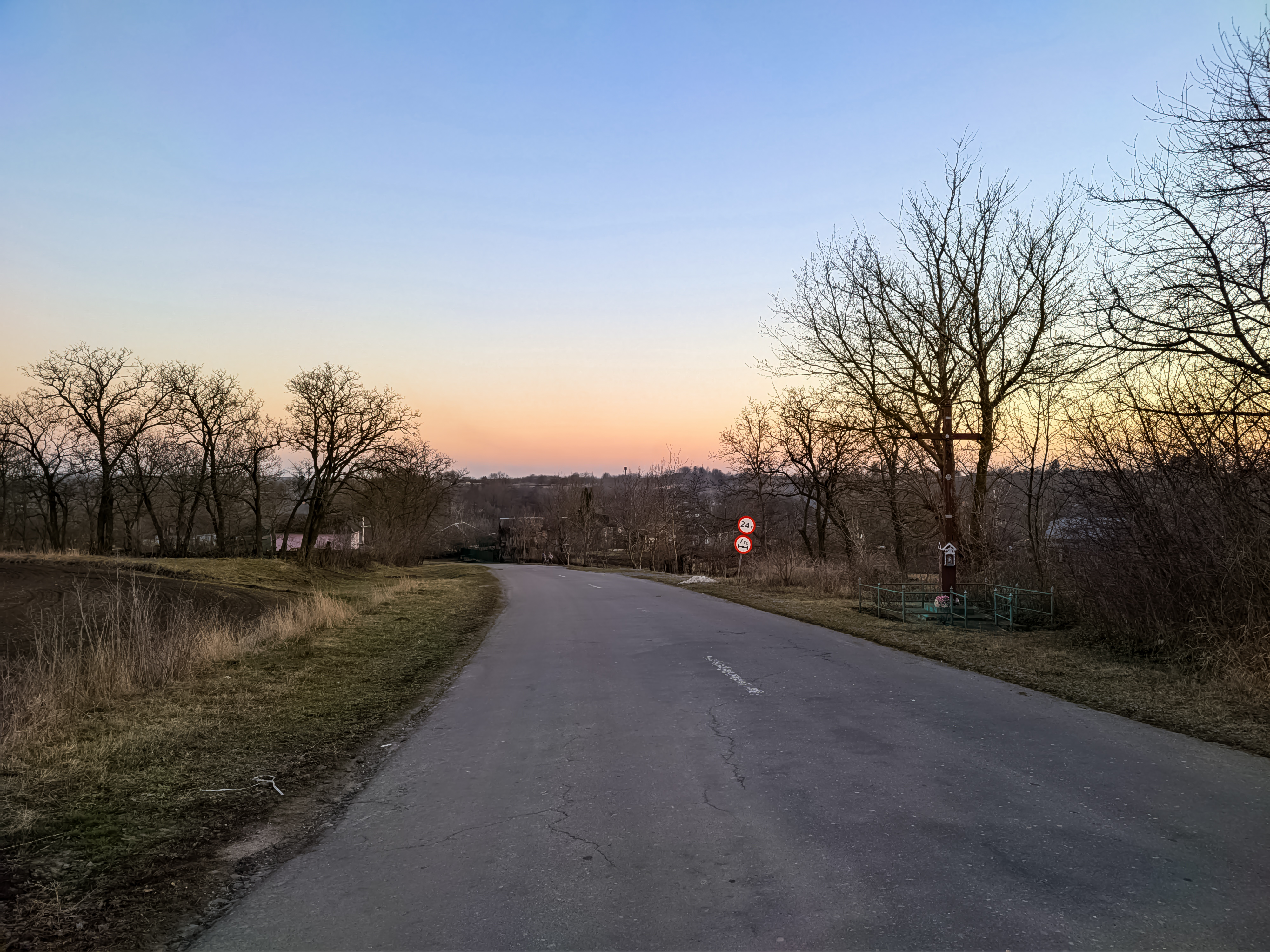
Початок вул. Миру
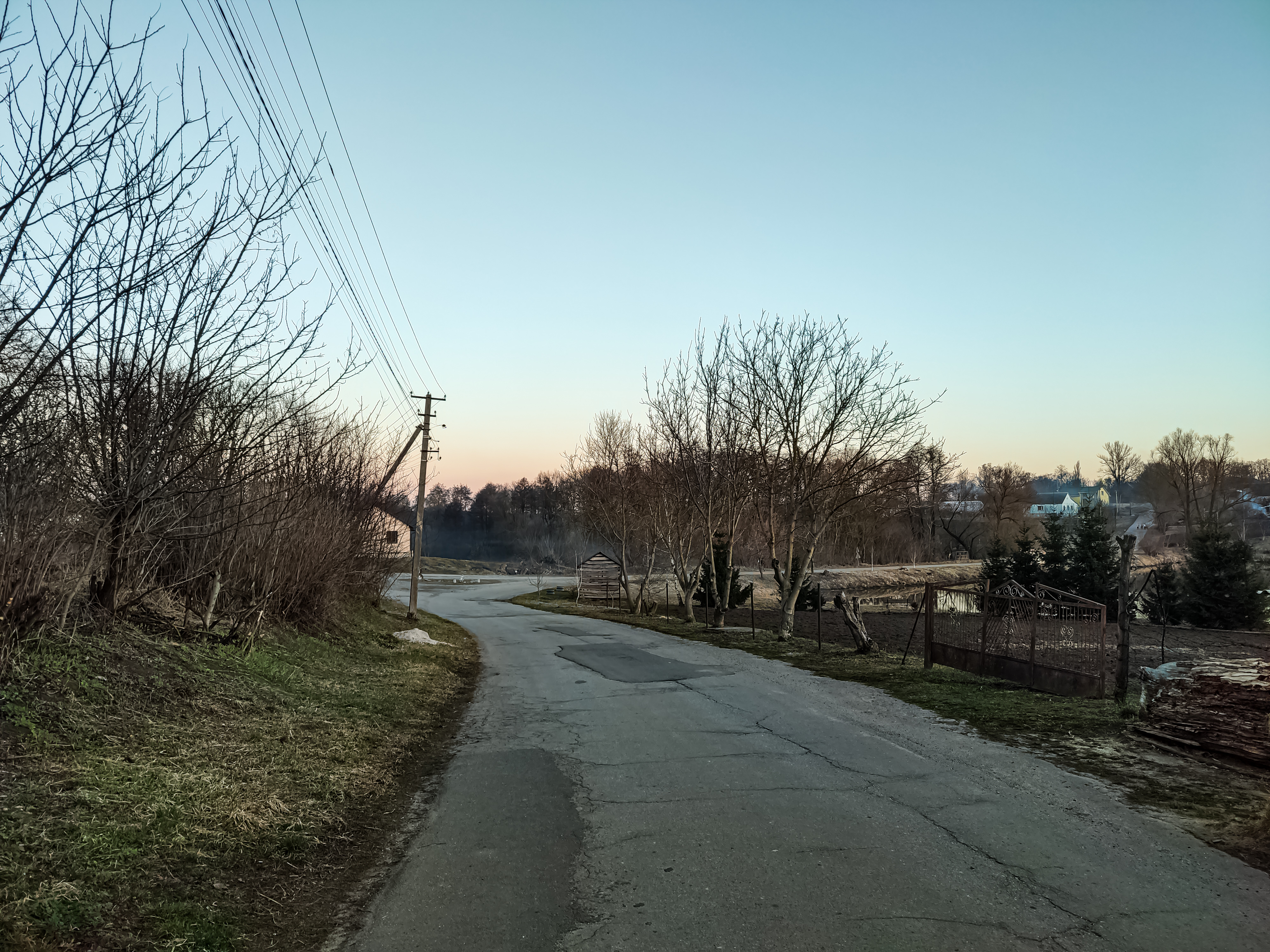
Вулиця Миру
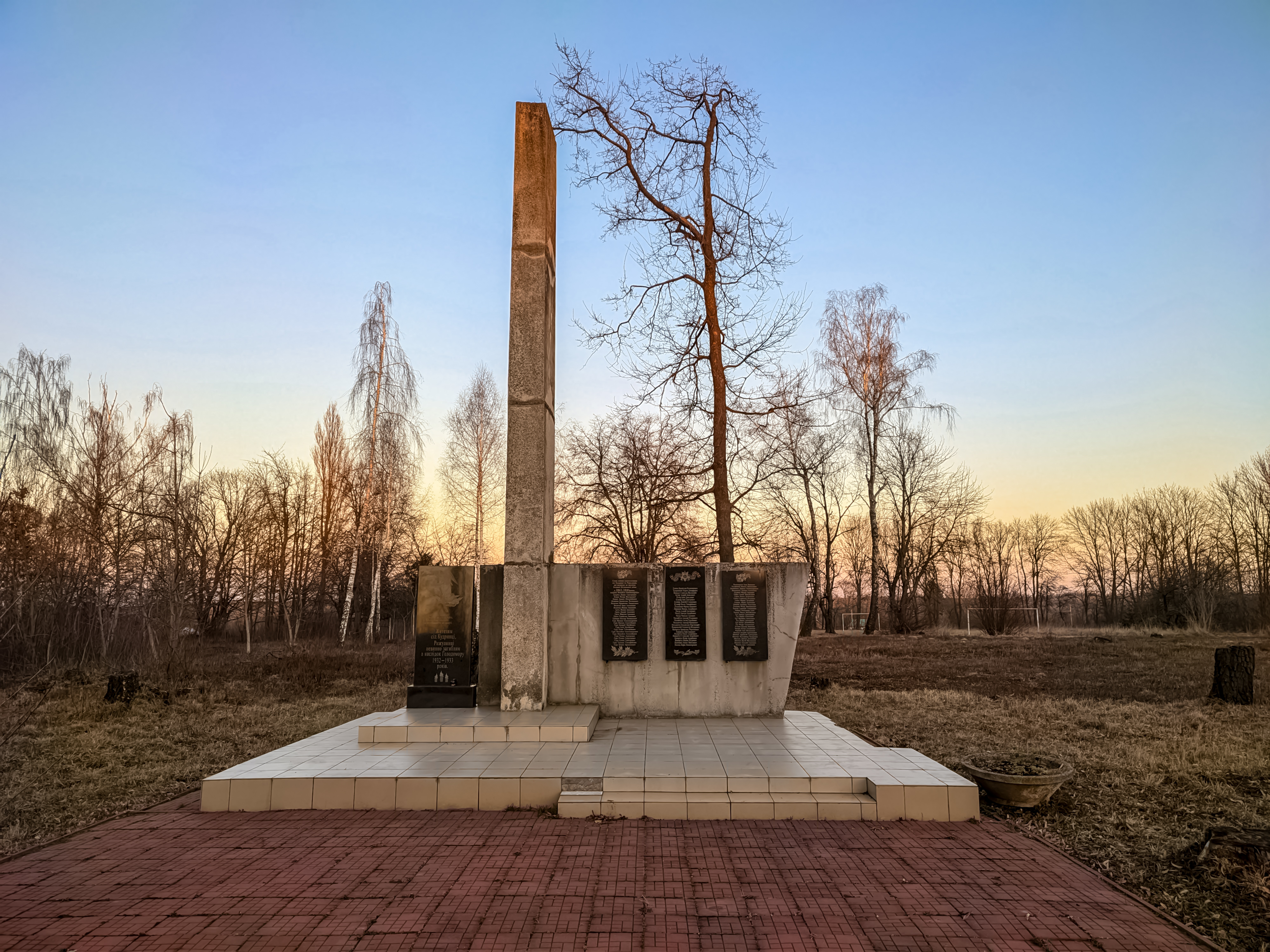
Монумент воїнам-односельчам та пам'ятник жертвам Голодомору
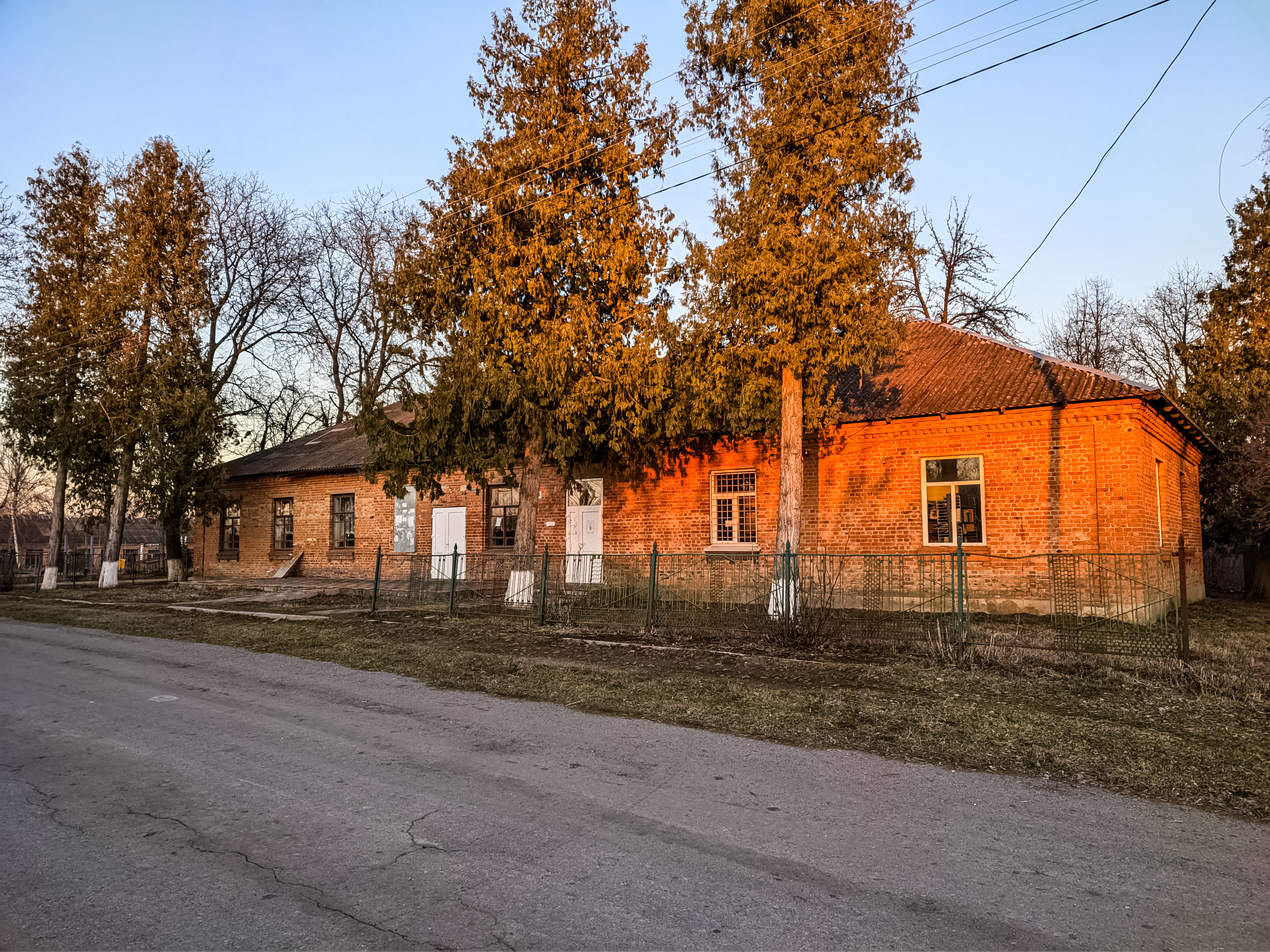
Пошта
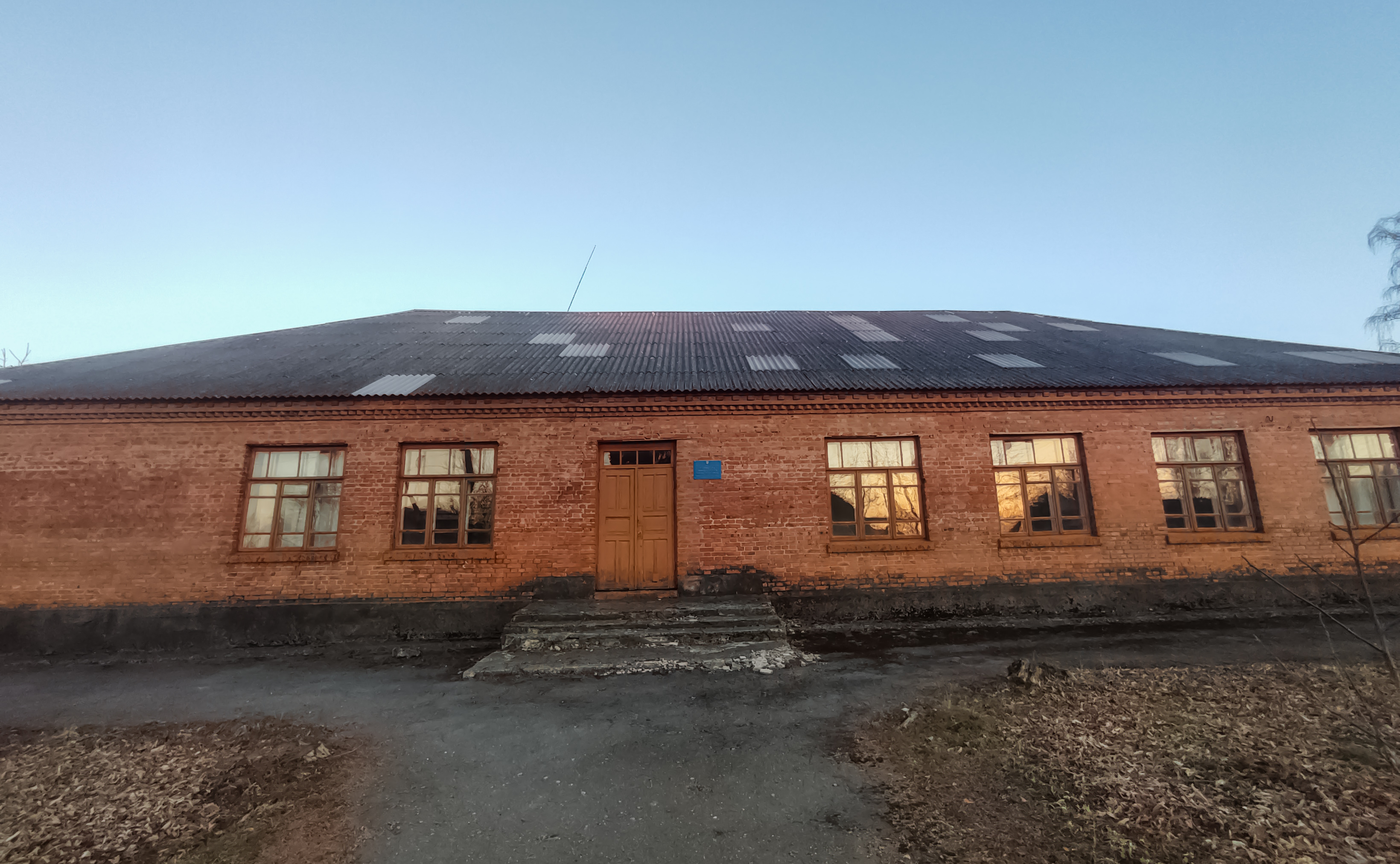
Школа
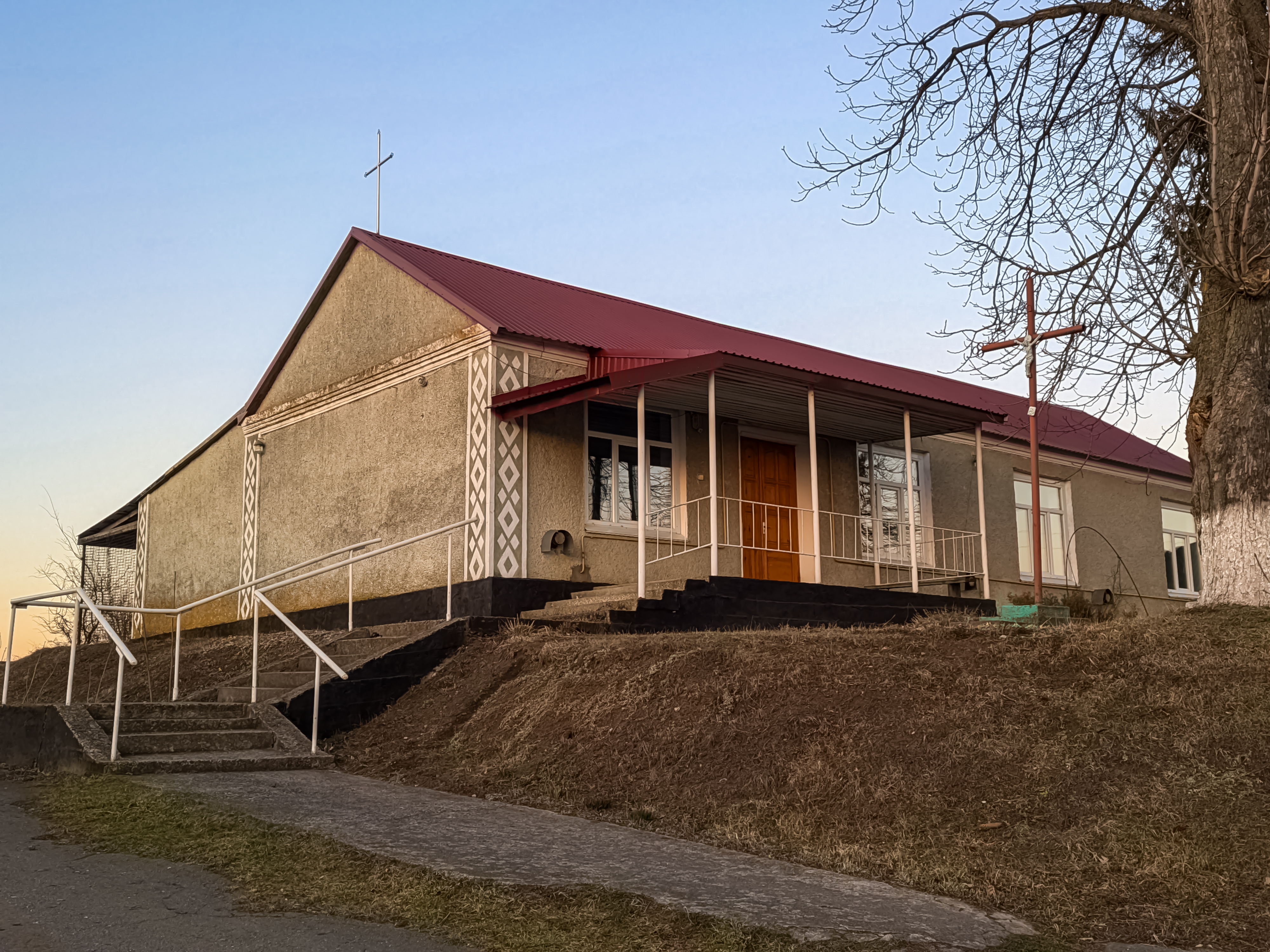
Костел
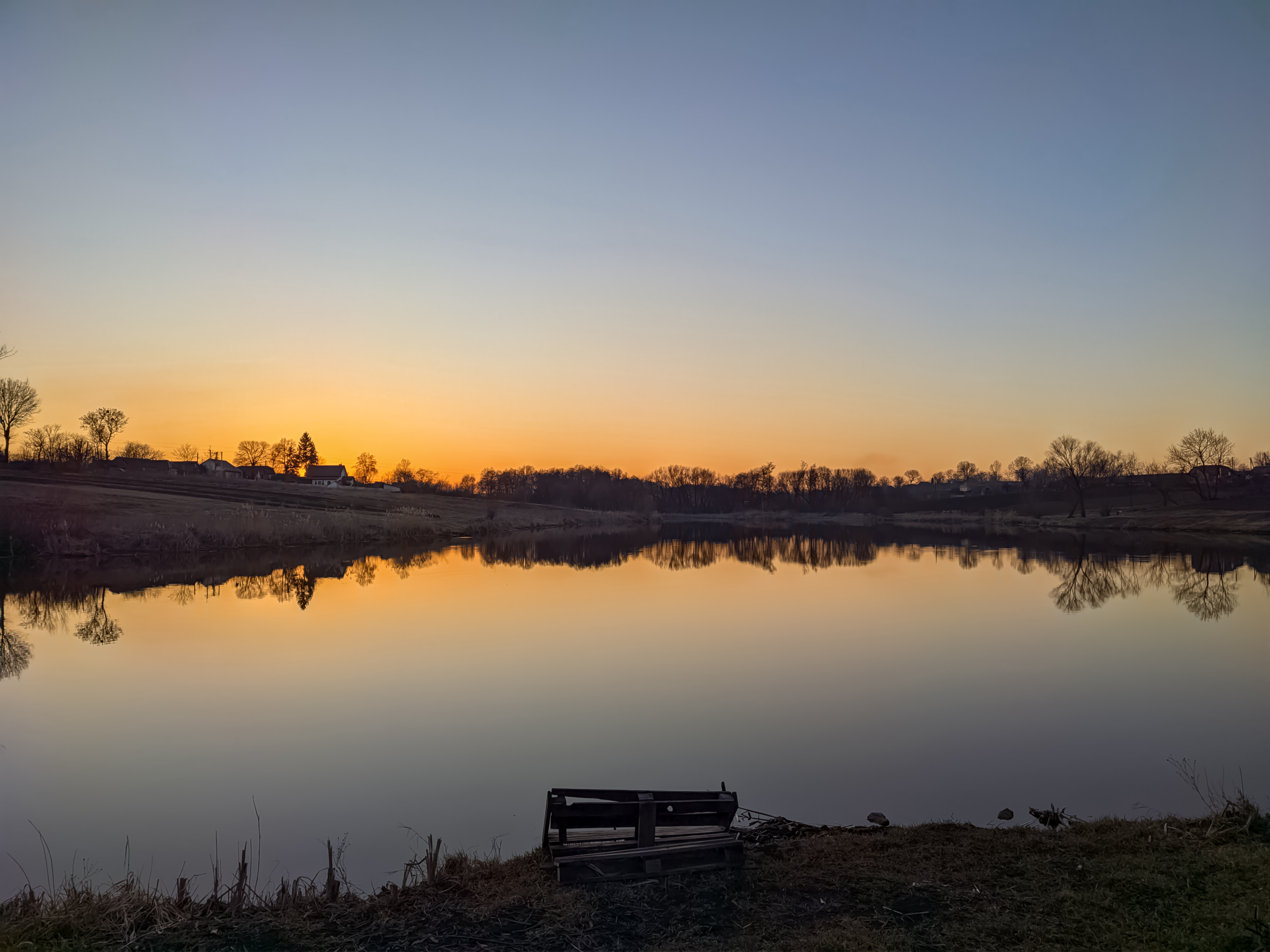
Сільський ставок
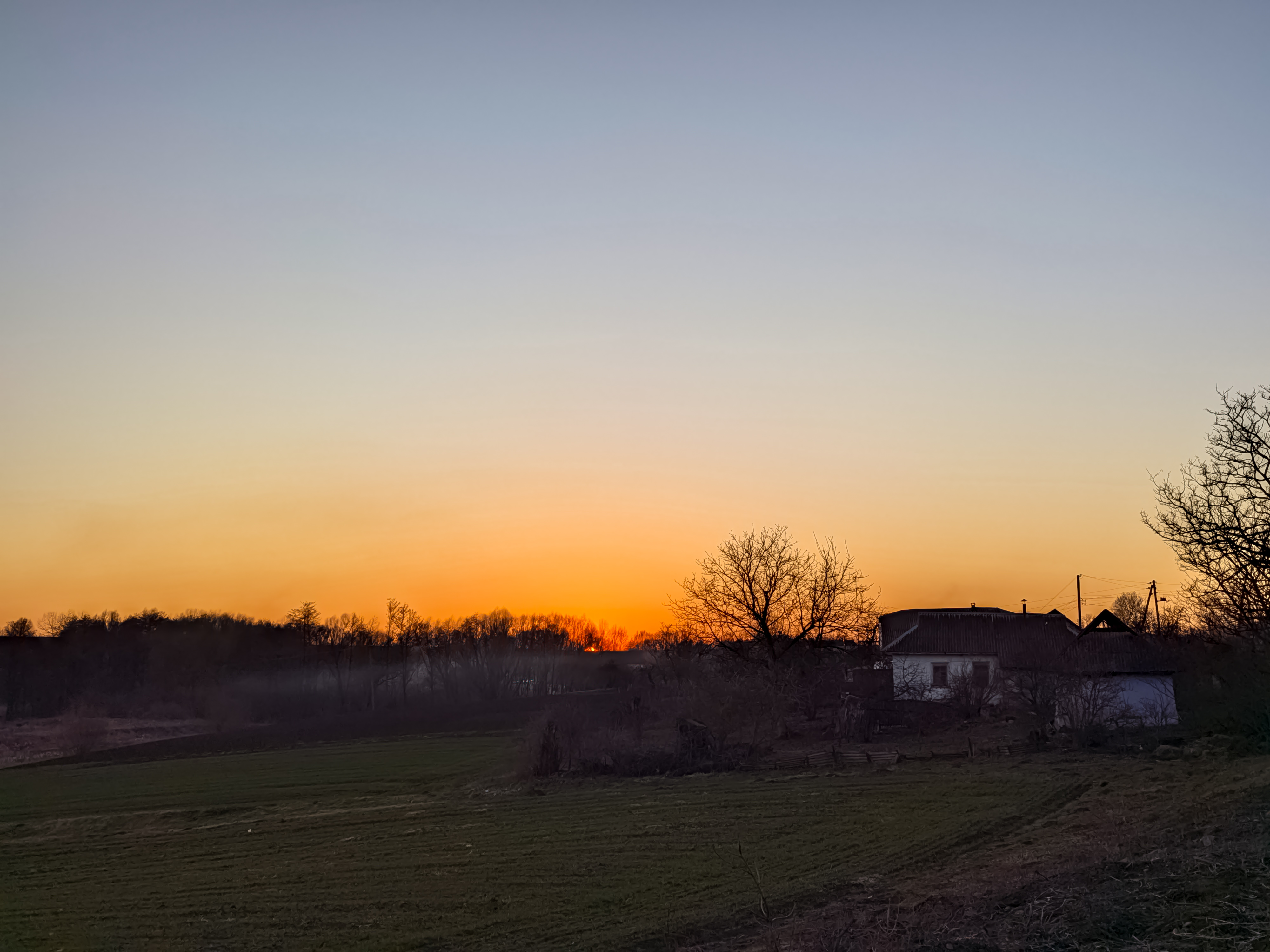
Вечірній пейзаж
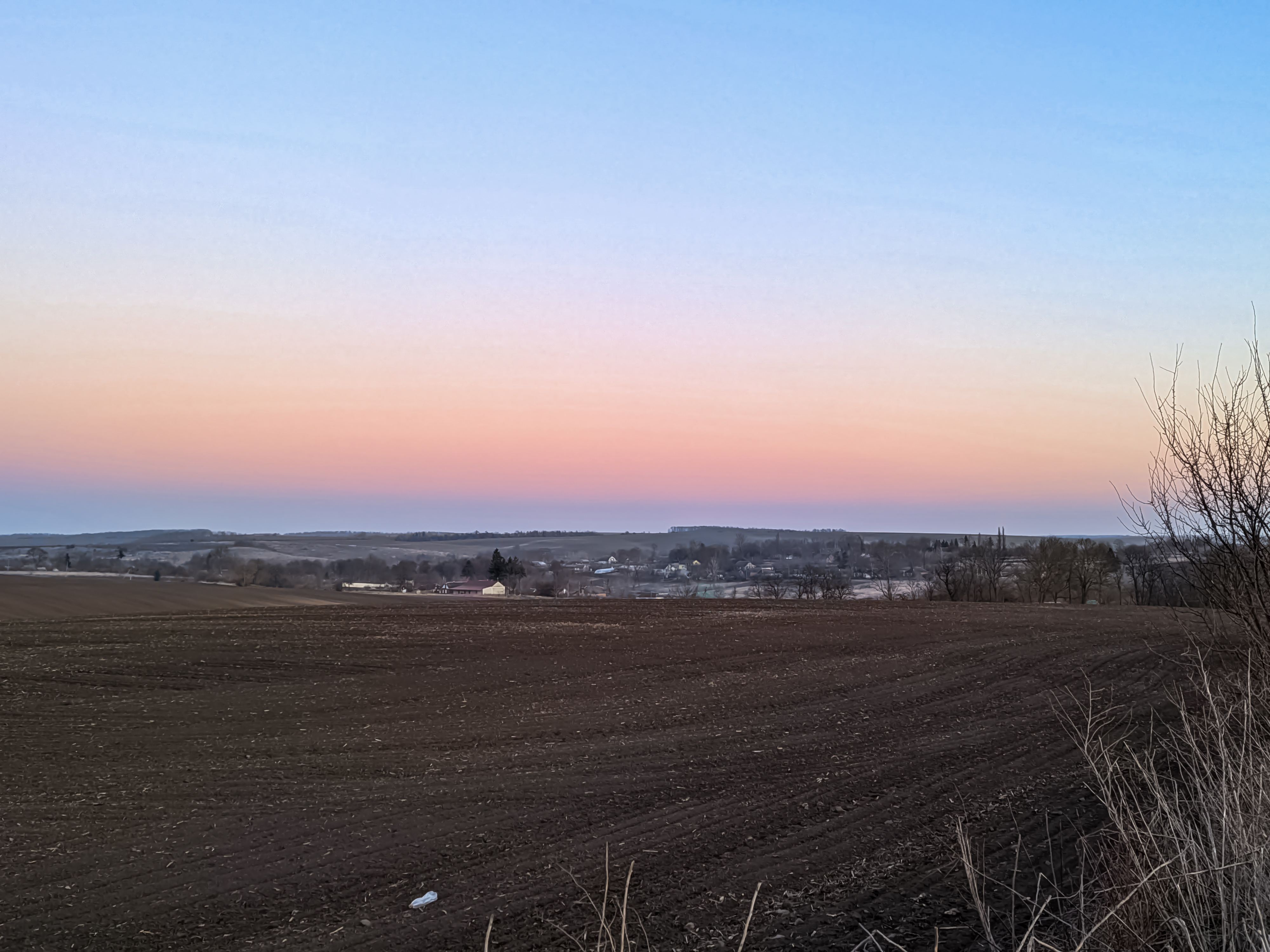
Вигляд на село з околиць
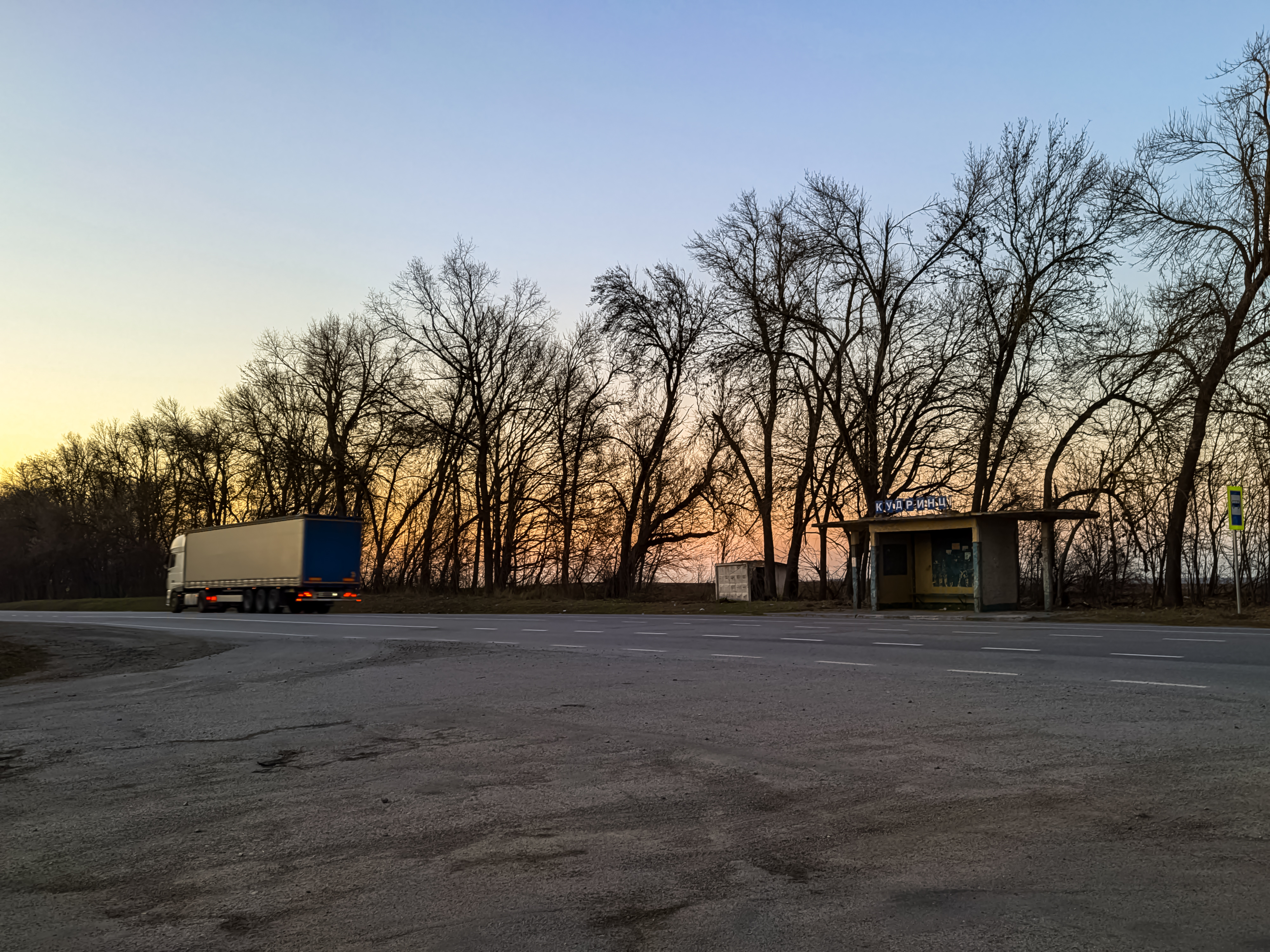
Автобусна зупинка біля села на автошляху М12
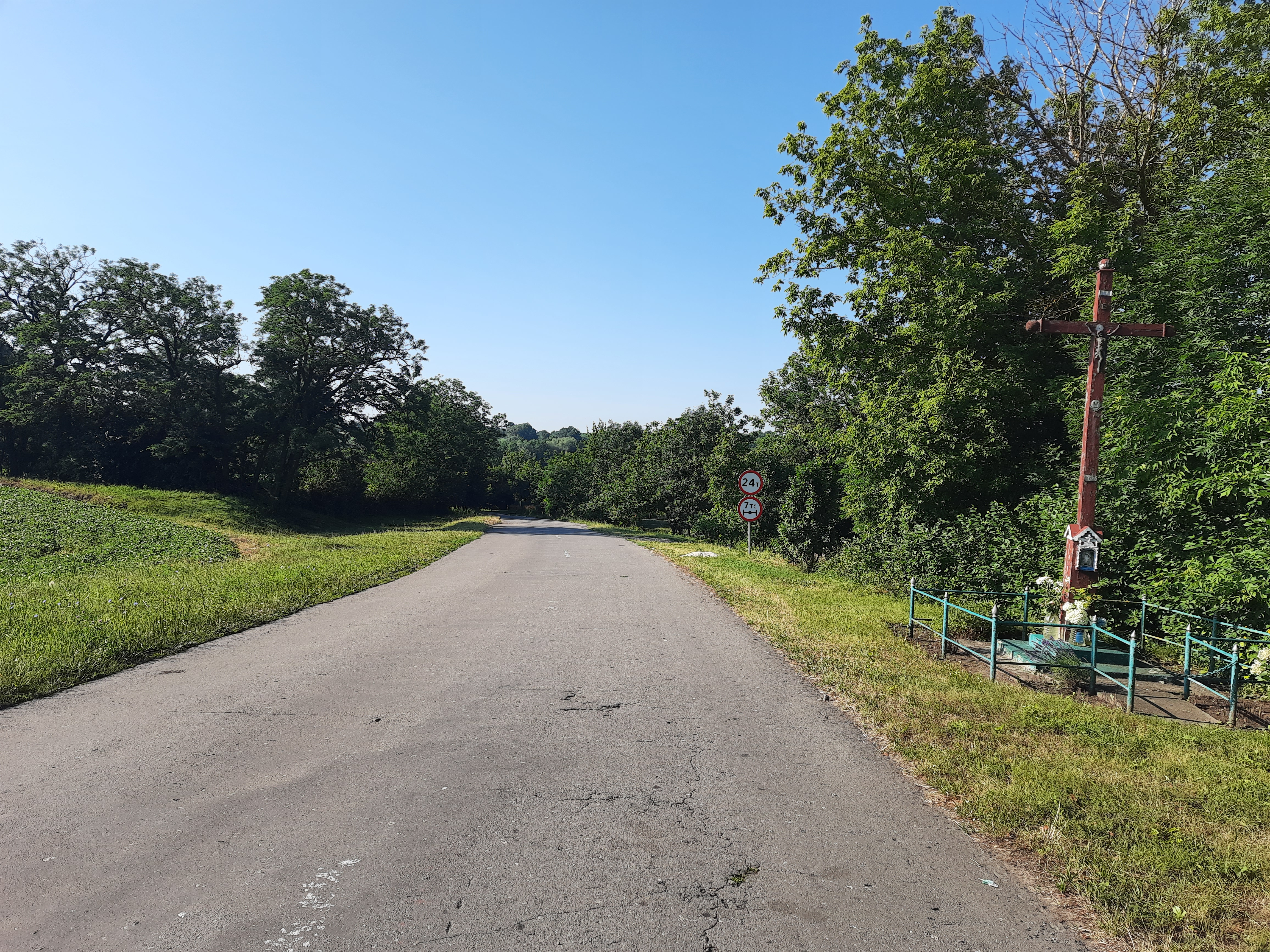
Сільська вулиця
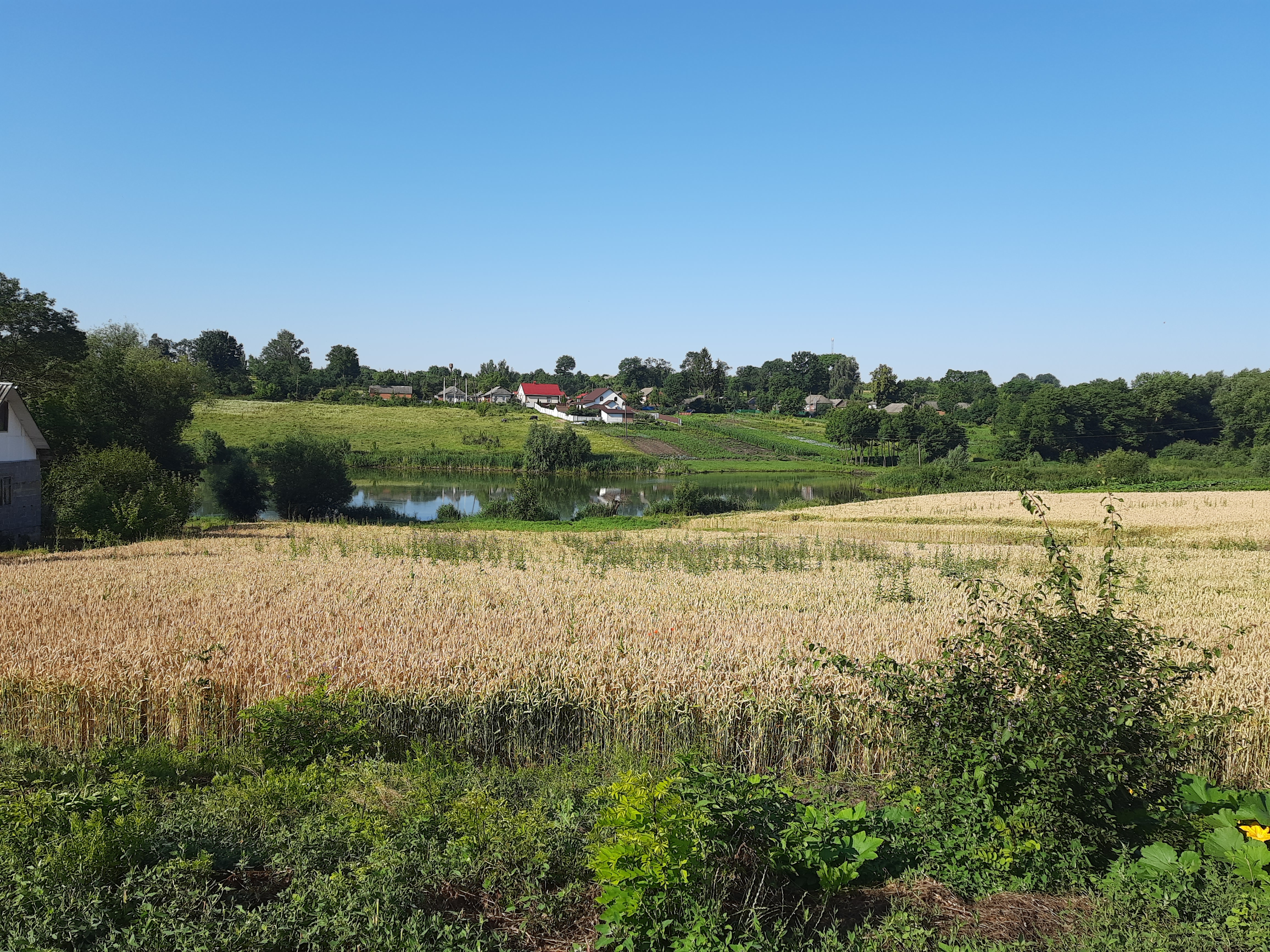
Сільський краєвид